# Ryosuke Hisadomi
Ryosuke Hisadomi (久富 良輔 Hisadomi Ryosuke?, Kanagawa, 19 de marzo de 1991) es un futbolista japonés que juega como defensa en el Fujieda MYFC.

## Trayectoria

### Clubes
| Club                | País  | Año       |
| ------------------- | ----- | --------- |
| Thespakusatsu Gunma | Japón | 2014-2015 |
| Fujieda MYFC        | Japón | 2016-2017 |
| Tochigi S. C.       | Japón | 2018-2019 |
| Fujieda MYFC        | Japón | 2020-     |